# Medaile za zásluhy Jeho Veličenstva krále za službu v domobraně
Medaile za zásluhy Jeho Veličenstva krále za službu v domobraně (norsky Heimevernets fortjenstmedalje) je norské vojenské vyznamenání založené dne 13. ledna 1971. V hierarchii norských vyznamenání se nachází na 24. místě.

## Historie a pravidla udílení
Medaile byla založena dne 13. ledna 1971. Může být udělena příslušníkům ozbrojených sil i civilistům za významný přínos k domobraně. Udílena je obyvatelům Norska, ale pouze velmi vzácně. Udělena může být i cizincům zejména za spolupráci v obraně především lidem ze zemí jako je Dánsko a Švédsko, ale také z Francie či USA. Každý může být medailí vyznamenán pouze jednou.

## Popis medaile
Medaile kulatého tvaru o průměru 33 mm je vyrobena ze stříbra. Od svého založení do roku 2006 byla na přední straně vyobrazena královská koruna obklopená vavřínovým věncem. Od roku 2006 je na přední straně znak domobrany, který má podobu písmen HV obklopeného věncem. Vzhled zadní strany se od založení medaile nezměnil. Nachází se na ni nápis HEIMEVERNET FOR FORTJENESTE.
Stuha se skládá z úzkého tmavě zeleného pruhu, na který z obou stran navazuje proužek žluté barvy, širší zelený pruh, proužek žluté barvy a okraje jsou lemovány úzkým tmavě zeleným proužkem.